# Xinzhai
För andra betydelser, se Xinzhai (olika betydelser).
Xinzhai (新砦遗址; Xīnzhài yízhǐ) är en forntida stad och arkeologisk utgrävningsplats i Henan i Kina som även givit namn till Xinzhaikulturen (新砦文化; Xīnzhài wénhuà). Xinzhai ligger drygt 20 km sydost om staden Xinmi i Zhengzhous stad på prefekturnivå.
Xinzhaikulturen är en tidig bronsålderskultur under Xiadynastin som existerade ungefär från 1870 f.Kr. till 1720 f.Kr. Xinzhaikulturen är en kulturell länk mellan den äldre Longshankulturen och den efterföljande Erlitoukulturen, och utgrävningarna vid Xinzhai visar spår av de båda angränsande kulturerna.
Ruinerna efter Xinzhai hittades 1964 och började grävas ut 1979, varefter ett flertal utgrävningar har följt etter 1999.
Utgrävningsplatsen innehåller kvarlevor från tre epoker. Den äldsta epoken är från Longshankulturen och är daterade 2050 f.Kr. till 1900 f.Kr. Från denna period har artefakter såsom stenverktyg, pilspetsar och mycket lergods hittats, och även ett flertal cirkulära askgropar. Den andra tidsepoken tillhör Xinzhaikulturen, som kan delas i två subfaser; Den tidiga Xinzhaikulturen är daterad 1870 f.kr. till 1790 f.Kr. och den senare följer från 1790 f.kr. till 1720 f.Kr. Från Xinzhaikulturen har husgrunder, diken, och flera askgropar grävts ut. Också en rad olika föremål av sten och ben såsom spadar, yxor, knivar, pilspetsar och nålar har hittats från epoken. Av keramik har t.ex. kärl, grytor, kannor och tallrikar grävts ut. Från den tredje epoken har huvudsakligen keramikobjekt hittats som påminner mycket från den första fasen av Erlitoukulturen. Sannolikt var den tredje epoken samtida med Fas I från Erlitoukulturen (1750 f.Kr. till 1705 f.Kr.).
Xinzhai var tillsammans med Guchengzhai och Wangchenggang tre murbesfärsta städer i Longshankulturens södra område. Det rådde fientlighet och en konkurenssituation mellan närliggande staden Guchengzhai och Xinzhai.
Den muromslutna staden kan ha grundats av Xiandynastins andra kung Qi och varit  huvudstad för Xiadynastin fram till att kung Shao Kang tog makten. Det är även tänkbart att Xinzhai grundats av Dongyi-folkets mytologiska ledare Houyi.